# Волейбол на летних Олимпийских играх 2012 (составы, мужчины)
На этой странице приведены составы мужских команд, которые принимали участие в турнире по волейболу на XXX Олимпийских играх в Лондоне.
В заявку команды разрешено включать 12 волейболистов. Указаны клубы, в которых игроки выступали в сезоне-2011/12.

## Австралия
Главный тренер: Хон Уриарте (Аргентина), тренер: Дэниел Илотт

## Аргентина
Главный тренер: Хавьер Вебер, тренер: Хуан Мариэль Барриал

## Болгария
Главный тренер: Найден Найденов, тренер: Камило Плачи (Италия)

## Бразилия
Главный тренер: Бернардиньо, тренер: Леоналдо Роберлей

## Великобритания
Главный тренер: Гарри Броккинг (Нидерланды), тренер: Джоэл Бэнкс

## Германия
Главный тренер: Витал Хейнен (Бельгия), тренер: Штефан Хюбнер

## Италия
Главный тренер: Мауро Берруто, тренер: Андреа Броджиони

## Польша
Главный тренер: Андреа Анастази (Италия), тренер: Андреа Гардини (Италия)

## Россия
Главный тренер: Владимир Алекно, тренер: Серджио Бузато (Италия)

## Сербия
Главный тренер: Игор Колакович (Черногория), тренер: Желько Булатович

## США
Главный тренер: Алан Найп, тренер: Джон Спироу

## Тунис
Главный тренер: Фетхи Мкауэр, тренер: Хедхели Риад